# 博尼利亚德拉谢拉
博尼利亚德拉谢拉，是西班牙卡斯蒂利亚-莱昂阿维拉省的一个市镇。 总面积55km2, 总人口172人（2001年），人口密度3人/km2。